# Machicoulis
En machicoulis en åbning mellem de bærende konsoller i kreneleringen eller brystværnet på en fæstning, hvorigennem forsvarere kunne angribe fjender, der havde nået foden af muren. En mindre beslægtet struktur, som kun beskytter strategiske punkter i en befæstning, kaldes en bretèche. Machicoulis, udevendige skyttegange, bretèche og mordhuller er alle beslægtede defensive elementer, som tjener samme formål: at give forsvarere på toppen af en befæstning mulighed for at angribe angribere nedenfor. Den primære fordel ved designet var, at forsvarerne kunne blive bag dækning i stedet for at udsætte sig ved at læne sig ud over brystværnet. De var almindelige i fæstningsværker indtil krudtvåben blev mere udbredt i løbet af 1400-tallet gjorde dem forældede.

## Etymologi
Ordet machicoulis stammer fra oldfransk machecol, nævnt i middelalderlatin som machecollum, sandsynligvis fra gammelfransk machier 'knuse', 'såre' og col 'hals'. Det engelske verbum to machicolate bliver først registreret i 1700-tallet, mens machicollāre er attesteret i anglo-latin.

## Oprindelse og regional udbredelse
De ældste kendte bygninger med machicoulis er romerske befæstninger ved Limes Arabicus fra det 300-tallet e.v.t. Designet blev bragt til Europa fra Levanten efter korstogene og blev særligt udbredt i Sydeuropa.
Machicoulis var mere almindelige i franske borge end i engelske, hvor de typisk kun ses ved borgporten, som i 1200-tallet på Conwy Castle. I Frankrig er machicoulis mere almindelige på borge i den sydlige del af landet. Et af de ældste bevarede eksempler i det nordlige Frankrig findes på Château de Farcheville, som blev opført mellem 1290 og 1304.